# Chiesa di San Giovanni Evangelista (Torino)
La chiesa di San Giovanni Evangelista è una delle chiese che san Giovanni Bosco (conosciuto comunemente come Don Bosco) fece edificare nella Torino del XIX secolo; è sita in corso Vittorio Emanuele II al n. 13, nell'isolato fra via Madama Cristina e via Ormea, in voluta prossimità del Tempio valdese.

## Storia
La chiesa è chiamata "San Giovannino" per distinguerla dalla cattedrale dedicata a San Giovanni Battista, patrono della città. Don Bosco la pensò a lungo, unitamente all'istituto annesso, perché riteneva che per incidere profondamente nella zona non bastasse l'oratorio San Luigi, che aveva fondato nel 1847.
Una volta superati gli ostacoli, soprattutto per l'acquisto del terreno, diviso in tanti piccoli appezzamenti, decise di non badare a spese, per ottenere che la chiesa figurasse degnamente fra gli edifici che si venivano allineando lungo il corso dedicato al re Vittorio Emanuele II.
L'architetto, conte Edoardo Arborio Mella, disegnò una chiesa ispirandosi allo stile romanico lombardo del XIII secolo. La pietra angolare fu collocata il 14 agosto 1878, con la benedizione dell'arcivescovo Gastaldi. Nel 1882 la chiesa era terminata e il 28 ottobre fu solennemente consacrata. La prima messa fu celebrata da Don Bosco verso mezzogiorno.

## Descrizione
La chiesa occupa un'area rettangolare di circa 60 m in lunghezza per 22 m in larghezza. Sulla facciata s'innalza il campanile a 45 m di altezza.
L'interno della chiesa è diviso in tre navate, quella centrale doppia in dimensioni rispetto alle laterali. La navata centrale termina in un'abside semicircolare, conclusa da una volta a bacino, in cui campeggia un dipinto ad uso mosaico alla bizantina del pittore torinese Enrico Reffo, che raffigura il Calvario e il momento in cui Gesù crocefisso pronuncia le parole del suo testamento: "Donna, ecco tuo figlio", e al discepolo prediletto, san Giovanni: "Ecco la Madre tua".
Le navate laterali si prolungano attorno all'abside formando un ambulacro ad anello che circonda la navata centrale.
L'arcata di mezzo, che misura 19 m di altezza, e quelle laterali di 8 m, sono sorrette da una serie di pilastri alternativamente dell'altezza di 6 m e di 12 m, dando luogo a 6 arcate per parte: i pilastri sono adorni di colonnette per metà sporgenti, con capitelli cubiformi, ornati con la croce.
Nelle cinque finestre circolari sottostanti il dipinto sono rappresentati, su vetro (in ordine da sinistra), san Pietro, san Giacomo, San Giovanni, sant'Andrea e san Paolo: opera del pittore Pompeo Bertini di Milano.
I sette medaglioni sulle pareti laterali e sopra la porta centrale (3+3+1) raffigurano i sette vescovi dell'Asia minore nominati nell'Apocalisse, cioè i vescovi delle chiese di Efeso, Smirne, Pergamo, Tiatira, Sardi, Filadelfia e Laodicea. I medaglioni sono opera di Enrico Reffo.
Sono pure del Reffo i due grandi quadri sulle pareti laterali del presbiterio, manifestanti l'apostolato e la carità di San Giovanni Evangelista.
Nella volta sopra il presbiterio sono dipinti l'Agnello e due gruppi di angeli. Il concetto dell'artista Giuseppe Rollini è tolto dall'Apocalisse: l'Agnello di Dio, Gesù Cristo, rompe i sigilli che chiudevano il libro contenente i futuri destini della Chiesa, mentre i cori angelici sciolgono all'Agnello un inno di lode e di vittoria.
Infine, accanto al portale principale, appena entrati sulla destra, campeggia una sontuosa statua dedicata a papa Pio IX, opera dello scultore Francesco Confalonieri, che don Bosco volle come monumento di riconoscenza per gli insigni benefici da lui ricevuti.

### Organo a canne
L'organo, desiderato da Don Bosco, fu commissionato e affidato nel 1882 al Cav. Giuseppe Bernasconi di Varese per la realizzazione.
Fu inaugurato nella prima settimana di luglio di quell'anno con concerti mattutini e serali, eseguiti, tra gli altri, da Carlo Galli, Roberto Remondi e dal maggiore organista dell'epoca Vincenzo Petrali di Bergamo.
Vi parteciparono almeno cinquantamila persone, paganti il biglietto, come riportano gli annuali. L'organo, a trasmissione meccanica, era già dotato di tre tastiere, una pedaliera di 22 pedali e varie <<specialità>> quali timpano, rullo e grancassa, tam-tam, un grande meccanismo per unire all'organo le campane del campanile della chiesa, il distacco dei piatti dalla grancassa e il campanello per avvisare il tiramantici.
Il giornale L'Unità Cattolica scriveva che il Cav. G. Bernasconi «seppe fabbricare un organo giudicato dagli esperti non solo per migliore di Torino, ma per uno dei migliori d'Italia».
Furono rilevati difetti nella funzionalità dello strumento, e intorno alla metà degli anni trenta, si fece restaurare. Lo strumento, costruito secondo i canoni vigenti alla fine dell'Ottocento, e perciò adeguato alle interpretazioni delle musiche di carattere melodrammatico, subì una rivoluzione tecnica (leva Barker) in consonanza alla trasformazione del gusto musicale.
Con l'introduzione dell'organo sinfonico-orchestrale la ditta Baldi di Torino, incaricata dell'opera di restauro, nel 1920 trasforma la trasmissione da meccanica in pneumatica, essendo quella meccanica giudicata complicata e facilmente deteriorabile, apportando significativi cambiamenti all'assetto fonico dell'organo. In seguito, venne nuovamente modificata nel 1935 la trasmissione, che divenne elettrica. Dopo l'intervento della ditta Baldi, l'organo non ha subito interventi per cinquant'anni, perciò i danni causati allo strumento sono attribuibili al trascorrere del tempo. L'organo Bernasconi non fu più riportato alla sua originalità a causa della trasformazione operata dalla ditta Baldi.
Un semplice restauro sarebbe stato riduttivo per lo strumento, sia per l'impostazione dei registri, sia per il sistema di trasmissione pneumatico complesso e lento: attualmente si richiedono omogeneità, ricchezza fonica ed equilibrio tra i corpi sonori. Fu decisa per il nuovo organo la trasmissione elettrica aggiornata, e, per l'impianto fonico la possibilità di suonare l'intera letteratura organistica. Soprattutto, secondo le nuove disposizioni liturgiche del Concilio Vaticano II, contenute nella Sacrosantum Concilium e nei documenti pastorali ispirati a quella costituzione, l'ubicazione del coro è preferibile tra l'assemblea orante, che può, aiutata dalla musica liturgica, cantare le parti proprie. e così essere agevolmente il soggetto della celebrazione liturgica: perciò l'organo è stato collocato a diretto contatto con l'assemblea.
Ottenuto, dunque, il parere positivo della Commissione Organi e della Sovrintendenza ai Monumenti, fu deciso il trasferimento dalla cantoria all'abside a cura della Fabbrica Artigiana d'Organi Francesco Michelotto di Albignasego (Padova), nel 1983. L'organo fu inaugurato il 4 maggio 1985 con quattro concerti tenuti da Giovanni Borra, Guido Donati, Massimo Nosetti e Arturo Sacchetti.
In concomitanza col Bicentenario della nascita di Don Bosco (1815-2015), l'organo è stato rimesso a nuovo con un primo intervento di pulitura, e con la successiva installazione del centralino elettronico ed ampliamento fonico affidato alla Bottega Organara di Roberto Curletto di Vinovo (To). Il nuovo organo, su progetto fonico del M° Stefano Marino (organista titolare della chiesa di San Giovanni Evangelista) è stato inaugurato il 27 maggio 2016 con un concerto del giovane organista M° Gabriele Agrimonti.